# Roberto Bruno
Roberto Bruno (Torino, 9 agosto 1963 – Bergamo, 9 luglio 2003) è stato un calciatore italiano, di ruolo difensore.

## Carriera
Dopo essere cresciuto tra le file della Juventus, senza tuttavia esordire con la prima squadra, passa all'Atalanta nell'estate del 1981, rimanendovi per due stagioni e debuttando in Serie B.
Prosegue la carriera tra i cadetti con Cremonese, con cui conquista la promozione nel massimo campionato, Parma, Udinese e Pescara, con cui ottiene un'altra promozione in Serie A. Con gli abruzzesi debutta in massima categoria nella stagione 1988-1989.
Conclude la carriera professionistica nel 1991 al Monza. In seguito giocherà per altre tre stagioni nei dilettanti del San Paolo d'Argon.
Muore suicida il 9 luglio 2003 all'età di 39 anni.

## Palmarès
- Campionato italiano Serie C1: 1

Atalanta: 1981-1982 (girone A)
- Coppa Italia Serie C: 1

Monza: 1990-1991